# 长柔毛翠雀
长柔毛翠雀（学名：Delphinium grandiflorum var. villosum）为毛茛科翠雀属下的一个变种。

## 扩展阅读
- 維基物種上的相關：长柔毛翠雀